# Trentepohlia guamensis
Trentepohlia guamensis là một loài ruồi trong họ Limoniidae. Chúng phân bố ở miền Australasia.